# Ministère de l'Immigration, de la Francisation et de l'Intégration
« Mifi » redirige ici. Pour l’article homophone, voir MIFI.
Le ministère de l'Immigration, de la Francisation et de l'Intégration (MIFI) du Québec (précédemment le ministère de l’Immigration, de la Diversité et de l’Inclusion) est responsable de « promouvoir l’immigration, sélectionner des personnes immigrantes et soutenir la pleine participation des personnes issues de l’immigration au développement du Québec ».
En vertu de l'article 95 de la Loi constitutionnelle de 1867 et suivant l'Accord Canada-Québec relatif à l'immigration et à l'admission temporaire des aubains conclu en 1991, la compétence en matière d'immigration est partagée avec le gouvernement canadien. Le gouvernement fédéral verse une compensation financière au Québec pour assurer l'accueil et l'intégration des personnes immigrantes.

## Histoire
Le ministère fut fondé le 5 novembre 1968, une décision prise par le premier ministre de l'époque Jean-Jacques Bertrand. Les raisons pour la création du ministère sont: empêcher que le français perde sa place dominante dans la société québécoise avec la baisse du taux de natalité et attirer des immigrants du monde francophone au Québec.
À ses débuts, le ministère ouvre des bureaux d'immigration seulement en France et en Italie. Il établit aussi un réseau de sept centres d'orientation et de formation linguistiques, dont le but est de franciser les nouveaux-arrivants.
Le 20 février 1978, le Canada et le Québec signent une entente en immigration donnant un pouvoir décisionnel au Québec de choisir ses immigrants indépendants, qui seront par la suite approuvés par Ottawa.
Le 5 février 1991, l'Accord Canada-Québec relatif à l'immigration et à l'admission temporaire des aubains est conclu, offrant au Québec plus de pouvoir dans la sélection des immigrants, lui offrant des transferts de fonds fédéraux pour l'intégration de ceux-ci, et garantissant au Québec un taux d'immigration proportionnel à son poids démographique dans le Canada.
En septembre 2019, le gouvernement de la Coalition avenir Québec de François Legault renomme le ministère de l’Immigration, de la Diversité et de l’Inclusion pour le ministère de l’Immigration, de la Francisation et de l’Intégration.
Lors du remaniement du 22 juin 2020, Nadine Girault, ministre des Relations internationales et de la Francophonie, devient également ministre de l’Immigration, de la Francisation et de l’Intégration. Cette configuration est similaire à celle des années 1994–1996 (gouvernements Johnson (fils) et Parizeau) lorsque ces deux ministères avaient été fusionnés.
Le 1er juin 2023, le Ministère lance Francisation Québec, une nouvelle plateforme pour tous les services d’apprentissage du français au Québec.

## Identité visuelle (logotype)

Logo du ministère des Relations avec les citoyens et de l'Immigration entre septembre 1996 et juin 1999.
Logo du ministère de l'Immigration, de la Francisation et de l'Intégration depuis septembre 2019.

## Liste des ministres
| Titulaire Parti                                                                       | Titulaire Parti                                                                       | Début                                                                                 | Fin                                                                                   | Cabinet          |
| ------------------------------------------------------------------------------------- | ------------------------------------------------------------------------------------- | ------------------------------------------------------------------------------------- | ------------------------------------------------------------------------------------- | ---------------- |
| Ministre de l'Immigration                                                             | Ministre de l'Immigration                                                             | Ministre de l'Immigration                                                             | Ministre de l'Immigration                                                             | Bertrand         |
|                                                                                       | Yves Gabias Union nationale                                                           | 3 décembre 1968                                                                       | 28 mars 1969                                                                          | Bertrand         |
|                                                                                       | Mario Beaulieu Union nationale                                                        | 28 mars 1969                                                                          | 12 mai 1970                                                                           | Bertrand         |
|                                                                                       | Pierre Laporte Libéral                                                                | 12 mai 1970                                                                           | 29 octobre 1970                                                                       | Bourassa (1)     |
|                                                                                       | François Cloutier Libéral                                                             | 29 octobre 1970                                                                       | 15 février 1972                                                                       | Bourassa (1)     |
|                                                                                       | Jean Bienvenue Libéral                                                                | 15 février 1972                                                                       | 20 janvier 1976                                                                       | Bourassa (1)     |
|                                                                                       | Lise Bacon Libéral                                                                    | 20 janvier 1976                                                                       | 26 novembre 1976                                                                      | Bourassa (1)     |
|                                                                                       | Jacques Couture Parti québécois                                                       | 26 novembre 1976                                                                      | 6 novembre 1980                                                                       | Lévesque         |
|                                                                                       | Gérald Godin Parti québécois                                                          | 6 novembre 1980                                                                       | 30 avril 1981                                                                         | Lévesque         |
| Ministre des Communautés culturelles et de l'Immigration                              |                                                                                       |                                                                                       |                                                                                       | Lévesque         |
|                                                                                       | Gérald Godin Parti québécois                                                          | 30 avril 1981                                                                         | 25 septembre 1984                                                                     | Lévesque         |
|                                                                                       | Louise Harel Parti québécois                                                          | 25 septembre 1984                                                                     | 20 décembre 1984                                                                      | Lévesque         |
|                                                                                       | Gérald Godin Parti québécois                                                          | 20 décembre 1984                                                                      | 16 octobre 1985                                                                       | Lévesque         |
| 3 octobre 1985                                                                        | Gérald Godin Parti québécois                                                          | 16 octobre 1985                                                                       | P.M. Johnson                                                                          |                  |
|                                                                                       | Élie Fallu Parti québécois                                                            | 16 octobre 1985                                                                       | P.M. Johnson                                                                          | 12 décembre 1985 |
|                                                                                       | Louise Robic Libéral                                                                  | 12 décembre 1985                                                                      | 3 mars 1989                                                                           | Bourassa (2)     |
|                                                                                       | Monique Gagnon-Tremblay Libéral                                                       | 3 mars 1989                                                                           | 11 janvier 1994                                                                       | Bourassa (2)     |
| Le ministère est fusionné au ministère des Affaires internationales (11 janvier 1994) | Le ministère est fusionné au ministère des Affaires internationales (11 janvier 1994) | Le ministère est fusionné au ministère des Affaires internationales (11 janvier 1994) | Le ministère est fusionné au ministère des Affaires internationales (11 janvier 1994) | Johnson (fils)   |
| Le ministère est fusionné au ministère des Affaires internationales (11 janvier 1994) | Le ministère est fusionné au ministère des Affaires internationales (11 janvier 1994) | Le ministère est fusionné au ministère des Affaires internationales (11 janvier 1994) | Le ministère est fusionné au ministère des Affaires internationales (11 janvier 1994) | Parizeau         |
| Ministre responsable de l'Immigration et des Communautés culturelles                  | Ministre responsable de l'Immigration et des Communautés culturelles                  | Ministre responsable de l'Immigration et des Communautés culturelles                  | Ministre responsable de l'Immigration et des Communautés culturelles                  | Bouchard         |
|                                                                                       | André Boisclair Parti québécois                                                       | 29 janvier 1996                                                                       | 4 décembre 1996                                                                       | Bouchard         |
| Ministre des Relations avec les citoyens et de l'Immigration                          |                                                                                       |                                                                                       |                                                                                       | Bouchard         |
|                                                                                       | André Boisclair Parti québécois                                                       | 4 décembre 1996                                                                       | 15 décembre 1998                                                                      | Bouchard         |
|                                                                                       | Robert Perreault Parti québécois                                                      | 15 décembre 1998                                                                      | 6 octobre 2000                                                                        | Bouchard         |
|                                                                                       | Sylvain Simard Parti québécois                                                        | 6 octobre 2000                                                                        | 8 mars 2001                                                                           | Bouchard         |
|                                                                                       | Joseph Facal Parti québécois                                                          | 8 mars 2001                                                                           | 30 janvier 2002                                                                       | Landry           |
|                                                                                       | Rémy Trudel Parti québécois                                                           | 30 janvier 2002                                                                       | 29 avril 2003                                                                         | Landry           |
|                                                                                       | Michelle Courchesne Libéral                                                           | 29 avril 2003                                                                         | 18 février 2005                                                                       | Charest          |
| Ministre de l'Immigration et des Communautés culturelles                              |                                                                                       |                                                                                       |                                                                                       | Charest          |
|                                                                                       | Lise Thériault Libéral                                                                | 18 février 2005                                                                       | 18 avril 2007                                                                         | Charest          |
|                                                                                       | Yolande James Libéral                                                                 | 18 avril 2007                                                                         | 11 août 2010                                                                          | Charest          |
|                                                                                       | Kathleen Weil Libéral                                                                 | 11 août 2010                                                                          | 19 septembre 2012                                                                     | Charest          |
|                                                                                       | Diane De Courcy Parti québécois                                                       | 19 septembre 2012                                                                     | 23 avril 2014                                                                         | Marois           |
| Ministre de l'Immigration, de la Diversité et de l'Inclusion                          | Ministre de l'Immigration, de la Diversité et de l'Inclusion                          | Ministre de l'Immigration, de la Diversité et de l'Inclusion                          | Ministre de l'Immigration, de la Diversité et de l'Inclusion                          | Couillard        |
|                                                                                       | Kathleen Weil Parti québécois                                                         | 23 avril 2014                                                                         | 11 octobre 2017                                                                       | Couillard        |
|                                                                                       | David Heurtel Parti québécois                                                         | 11 octobre 2017                                                                       | 18 octobre 2018                                                                       | Couillard        |
|                                                                                       | Simon Jolin-Barrette Coalition avenir                                                 | 18 octobre 2018                                                                       | 4 septembre 2019                                                                      | Legault          |
| Ministre de l'Immigration, de la Francisation et de l'Intégration                     |                                                                                       |                                                                                       |                                                                                       | Legault          |
|                                                                                       | Simon Jolin-Barrette Coalition avenir                                                 | 4 septembre 2019                                                                      | 22 juin 2020                                                                          | Legault          |
|                                                                                       | Nadine Girault Coalition avenir                                                       | 22 juin 2020                                                                          | 24 novembre 2021                                                                      | Legault          |
|                                                                                       | Jean Boulet Coalition avenir                                                          | 24 novembre 2021                                                                      | 20 octobre 2022                                                                       | Legault          |
|                                                                                       | Christine Fréchette Coalition avenir                                                  | 20 octobre 2022                                                                       | 5 septembre 2024                                                                      | Legault          |
|                                                                                       | Jean-François Roberge Coalition avenir                                                | 5 septembre 2024                                                                      | En fonction                                                                           | Legault          |

## Domaines d'intervention
Le ministère de l'Immigration, de la Francisation et de l’Intégration :
- informe, recrute et sélectionne des candidats à l'immigration permanente et temporaire en fonction des besoins démographiques et économiques de la société québécoise et de sa capacité d'accueil ;
- facilite la réunification familiale entre les résidents québécois et les membres de leur famille et s'assure du respect des engagements pris à cet égard ;
- participe à l'effort de solidarité internationale à l'égard des réfugiés et autres personnes en situation semblable ;
- favorise l'établissement des nouveaux arrivants, leur intégration linguistique et sociale et leur insertion en emploi, notamment en arrimant les besoins des employeurs dans toutes les régions du Québec aux compétences des nouveaux arrivants et en soutenant les travailleurs qualifiés dans leurs efforts d'insertion socioprofessionnelle ;
- fait la promotion, par différentes activités, du rapprochement interculturel, de l'ouverture à la diversité et de la mobilisation des acteurs socioéconomiques et offre de l'expertise-conseil en gestion de la diversité aux entreprises et aux organismes publics.